# Обаніно
Оба́ніно (рос. Обанино) — село у складі Куртамиського округу Курганської області, Росія.
Населення — 490 осіб (2010, 577 у 2002).
Національний склад станом на 2002 рік:
- росіяни — 99 %